# Rekordowo letnie lato
Rekordowo letnie lato – ósmy album grupy happysad. Płyta ukazała się 29 listopada 2019. Pierwszym singlem promującym album był wydany 21 maja 2019 utwór „Cały”. Drugi singiel „Jak dawniej” ukazał się 6 listopada 2019. Okładka albumu przedstawia rowery wodne na Jeziorze Rejowskim w Skarżysku-Kamiennej, rodzinnym mieście założycieli zespołu.

## Lista utworów
Opracowano na podstawie materiału źródłowego.
| 1.  | „Od tańca”              | 5:13  |
|     |                         |       |
| 2.  | „Mgła na torach”        | 4:42  |
|     |                         |       |
| 3.  | „Jak dawniej”           | 4:38  |
|     |                         |       |
| 4.  | „Musisz”                | 4:47  |
|     |                         |       |
| 5.  | „Co mi po tobie”        | 4:09  |
|     |                         |       |
| 6.  | „Słoneczniki i konopie” | 3:01  |
|     |                         |       |
| 7.  | „Cały”                  | 5:04  |
|     |                         |       |
| 8.  | „Niepotrzebnie”         | 5:39  |
|     |                         |       |
| 9.  | „Płytka rzeka”          | 3:12  |
|     |                         |       |
| 10. | „Zanim umrzesz”         | 4:31  |
|     |                         |       |
|     |                         | 44:56 |
|     |                         |       |

## Skład
- Jakub „Quka” Kawalec – śpiew, gitara, teksty
- Łukasz „Pan Latawiec” Cegliński – gitara, śpiew
- Artur „Artour” Telka – gitara basowa
- Jarosław „Dubin” Dubiński – perkusja
- Maciej „Ramzej” Ramisz – instrumenty klawiszowe, gitara, śpiew
- Michał „Misiek” Bąk – saksofon, instrumenty klawiszowe, śpiew